# John Updike
John Hoyer Updike (Reading, 18 marzo 1932 – Danvers, 27 gennaio 2009) è stato uno scrittore, poeta, giornalista, critico d'arte e critico letterario statunitense.

## Biografia
Figlio di un insegnante di scienze del liceo di discendenza ebraica di Shillington (cittadina in cui si trasferì poco dopo la nascita), frequentò l'Harvard College laureandosi con lode, per poi trasferirsi per un periodo in Gran Bretagna dove frequentò la Ruskin School di Belle arti di Oxford. A ventitré anni, nel 1955, cominciò a lavorare nella redazione del «New Yorker». Dopo due anni, nel 1957 si licenziò e si trasferì in campagna per dedicarsi esclusivamente alla scrittura.
Sul New Yorker pubblicò le prime poesie, racconti e articoli di critica letteraria. Le poesie apparse sul giornale furono pubblicate nella prima raccolta  La stessa porta (The Same Door) nel 1959, mentre i primi racconti e saggi furono raccolti in I pali del telefono (The Telephone Poles, 1963).
Il successo arrivò con il romanzo breve Festa all'ospizio (The Poorhouse Fair, 1959). I suoi racconti migliori dell'epoca apparvero nella raccolta  Piume di piccione (Pigeon feathers, 1962).
I romanzi che lo hanno reso famoso sono quelli che costituiscono la cosiddetta "serie del Coniglio". Il primo della serie è Corri, Coniglio (Rabbit, Run), pubblicato nel 1960. Il "Coniglio" protagonista del romanzo è un campione di pallacanestro che all'improvviso decide di cambiare la sua vita, in un senso regressivo e nostalgico, di recupero della giovinezza perduta, ma anche autentico, anarchico e vitale alla ricerca di un'utopia, di un sogno collettivo.
I romanzi successivi della serie, scritti in momenti successivi della vita dello scrittore, sono Rabbit Redux (Il ritorno di Coniglio, 1971), Rabbit is Rich (Sei ricco, Coniglio, 1981) infine Rabbit At Rest, (Riposa Coniglio, 1990), e il racconto breve Rabbit Remembered.
Scrisse anche un altro ciclo di romanzi, centrati su un personaggio semi-autobiografico di nome Bech: Bech: a Book (Bech: un libro, 1970), cui segue Bech is Back (Bech di nuovo, 1982; in italiano pubblicato con il titolo Su e giù per il mondo).
Vi sono alcuni romanzi di tematica erotica o matrimoniale: Couples (Coppie, 1968) e Marry Me (Sposami, 1976) nelle cui trame è forte la componente ludica dell'ambiguità e dello scambio.
I soggetti prediletti di Updike sono le piccole città della provincia americana, la classe media borghese.
Updike è stato uno scrittore professionista veloce e produttivo, e ha pubblicato una mole impressionante di opere narrative. Ha scritto in tutto ventidue romanzi e tredici raccolte di racconti, oltre a raccolte di poesia, saggi di critica letteraria e libri per bambini.
Non va inoltre sottovalutata la già citata attività di critico letterario (e talvolta artistico) sulle pagine del "New Yorker", spesso al centro di vivaci discussioni intellettuali.
Ha vinto il premio Pulitzer nel 1982 e nel 1991 rispettivamente per i due romanzi Rabbit is Rich e Rabbit at Rest. John Updike ha anche vinto per due volte il Premio O. Henry per i racconti brevi. È stato candidato più volte al premio Nobel per la letteratura.
Nel 1986 pubblicò il romanzo non convenzionale La versione di Roger, secondo volume della cosiddetta trilogia della Lettera Scarlatta, su un tentativo di dimostrare l'esistenza di Dio per mezzo di un programma per computer. L'autore e critico Martin Amis lo definì un "quasi capolavoro". Il romanzo S (1989), insolitamente caratterizzato da una protagonista femminile, ha concluso la rielaborazione di Updike della Lettera Scarlatta di Hawthorne.
I suoi romanzi Villages (Villaggi, 2004)  e Terrorist (Terrorista, 2006), pubblicati in italiano da Guanda, sono stati accolti come capolavori dalla critica. Nel complesso questo autore ha venduto libri per una tiratura complessiva di milioni di copie.
Per quanto riguarda il suo stile, « la sua scrittura era elegante, caratterizzata da una innata capacità di descrizione psicologica che rendeva estremamente vitali i personaggi ».
Updike morì il 27 gennaio 2009 nella sua casa di Beverly Farms dopo una lunga battaglia contro il cancro ai polmoni.

## Opere

### Narrativa

#### Romanzi
- Rabbit
  - Corri, Coniglio (Rabbit, Run) (1960) A. Mondadori, 1961 (Ripubblicato da Guanda nel 2003 (ISBN 88-8246-498-9) e da Einaudi nel 2014 (ISBN 9788806214753))
  - Il ritorno di Coniglio (Rabbit Redux) (1971) Feltrinelli, 1972 (Ripubblicato da Einaudi nel 2015 (ISBN 9788806214760))
  - Sei ricco, Coniglio (Rabbit Is Rich) (1981) Rizzoli, 1983 (Ripubblicato da Einaudi nel 2016 (ISBN 9788806214777))
  - Riposa Coniglio (Rabbit At Rest) (1990) Rizzoli, 1992 (Ripubblicato da Einaudi nel 2017 (ISBN 9788806214784))
  - Rabbit Remembered (2001), contenuto nella raccolta di racconti Licks of Love

- Bech
  - Bech: lo scrittore alla moda (Bech, a Book) (1970) Feltrinelli, 1971
  - Su e giù per il mondo (Bech Is Back) (1982) Rizzoli, 1989
  - Bech at Bay (1998)

- Buchanan
  - Buchanan Dying (1974)
  - Memories of the Ford Administration (1992)

- Eastwick
  - Le streghe di Eastwick (The Witches of Eastwick) (1984) Rizzoli, 1986
  - Le vedove di Eastwick (The Widows of Eastwick) (2008) Guanda, 2009

- The Scarlet Letter Trilogy
  - Un mese di domeniche (A Month of Sundays) (1975) Rizzoli, 1976
  - La versione di Roger (Roger's Version) (1986) Rizzoli, 1988
  - S (S.) (1988) Rizzoli, 1990

- Festa all'ospizio e altri racconti (The Poorhouse Fair) (1959) A. Mondadori, 1961
- Il centauro (The Centaur) (1963) A. Mondadori, 1964
- Nella fattoria (Of the Farm) (1965) A. Mondadori, 1970
- Coppie (Couples) (1968) Feltrinelli, 1969
- Sposami (Marry Me) (1977) Rizzoli, 1977
- Il colpo di stato (The Coup) (1978) Rizzoli, 1980
- Brazil (1994) A. Mondadori, 1994
- Nello splendore dei gigli (In the Beauty of the Lilies) (1996) Guanda, 1997
- Verso la fine del tempo (Toward the End of Time) (1997) Guanda, 2000
- Una storia in Danimarca (Gertrude and Claudius) (2000) Guanda, 2001
- Seek my face (2002) QPD Penguin, 2003
- Villaggi (Villages) (2004) Guanda, 2007
- Terrorista (Terrorist) (2006) Guanda, 2007

#### Raccolte di racconti
- The Same Door (1959)
- Pigeon Feathers (1962)
- Olinger Stories (1964)
- The Music School (1966)
- Donne e musei (Museums and Women) (1972) Feltrinelli, 1974
- Problems (1979)
- Too Far To Go (1979)
- Fidati di me (Trust Me) (1987) Rizzoli, 1991
- Fratello cicala (The Afterlife) (1994) Feltrinelli, 1997
- Licks of Love (2001)
- The Early Stories: 1953–1975 (2003)
- My Father's Tears and Other Stories (2009)
- The Maples Stories (2009)

### Poesia
- The Carpentered Hen (1958)
- Telephone Poles (1963)
- Midpoint (1969)
- Dance of the Solids (1969)
- Cunts: Upon Receiving The Swingers Life Club Membership Solicitation (1974)
- Tossing and Turning (1977)
- 'Facing Nature (1985)
- Collected Poems 1953–1993 (1993)
- Americana: and Other Poems (2001)
- Endpoint and Other Poems (2009)

### Saggistica e altro
- Assorted Prose (1965)
- Picked-Up Pieces (1975)
- Hugging The Shore (1983)
- Self-Consciousness: Memoirs (1989)
- Just Looking (1989)
- Odd Jobs (1991)
- Sogni di golf (Golf Dreams: Writings on Golf) (1996) Guanda, 1998
- More Matter (1999)
- Still Looking: Essays on American Art (2005)
- Due Considerations: Essays and Criticism (2007)

## Premi
- 1964 - National Book Award per il romanzo Il centauro (The Centaur)
- 1989 - National Medal of Arts
- 1998 - Medal for Distinguished contribution to American letters

## Trasposizioni cinematografiche
Nel 1987 dal suo romanzo Le streghe di Eastwick il regista australiano George Miller trasse il film omonimo con Jack Nicholson. Nel 2009 è stata prodotta la serie televisiva Eastwick.